# Reverend Gary Davis
Reverend Gary Davis (Laurens megye vagy Laurens, 1896. április 30. – Hammonton, 1972. május 5.) amerikai blueszenész.

## Pályafutása
Még kisgyermek korában elvesztette a látását. Anyja nyolc gyermek közül ketten élték meg felnőttkort. Édesanyja rosszul bánt vele, végül apai nagyanyja gondozásába adta. Tízéves korában az apját lelötték az alabamai Birminghamben.
Autodidakta módon tanult meg gitározni, bendzsózni és szájharmonikákázni is. Szülővárosában rendezett bulikon lépett fel, majd az észak-karolinai Durhambe költözött, ahol utcazenész lett. 1927 körül baptista prédikátor lett, innen származik a ragadványneve.
Az 1930-as évek elején megismerkedett Blind Boy Fullerrel. Vele készítette el első felvételeit 1935-ben.
Egy koncertjén szívinfarktust kapott. A William Kessler kórházban halt meg. 2009-ben bekerült a Blues Hall of Fame-be. 2013-ban dokumentumfilm készült az életéről.

## Lemezek
- 1954: Blind Gary Davis – The Singing Reverend
- 1956: American Street Songs
- 1960: Harlem Street Singer
- 1961: A Little More Faith
- 1961: Say No to the Devil
- 1962? Pure Religion and Bad Company
- 1964? Pure Religion!
- 1964: The Guitar and Banjo of Reverend Gary Davis
- 1964: Rev. Gary Davis/Short Stuff Macon
- 196?: The Legendary Reverend Gary Davis, New Blues and Gospel
- 1968: Rev. Gary Davis at Newport
- 1968: Bring Your Money, Honey
- 1970: Reverend Gary Davis 1935–1949
- 1971: Ragtime Guitar
- 1971: Children of Zion
- 1971: The Legendary Reverend Gary Davis, Blues and Gospel, Vol 2
- 1972: When I Die I'll Live Again
- 1973: Lo I Be with You Always
- 1973: O, Glory – The Apostolic Studio Sessions
- 1973: At the Sign of the Sun
- 1974: Let Us Get Together
- 1976: Sun Is Going Down
- 1984: I Am a True Vine
- 1984: Babylon Is Falling
- 1985: I Am a True Vine
- ?: Reverend Gary Davis
- 1988: Blind Gary Davis
- 1988: Blind Gary Davis 1962–1964, Recorded Live
- 1988: Blind Gary Davis at Allegheny College, Meadville, Pa., 1964—Afternoon Workshop
- 1993: Rev. Gary Davis: Blues and Ragtime
- 2002: The Sun of Our Life: Solos, Songs, a Sermon 1955–1957
- 2003: If I Had My Way: Early Home Recordings
- 2007: Lifting the Veil: The First Bluesmen (1926–1956), Rev. Gary Davis and Peers
- 2007: Reverend Gary Davis Live: Manchester Free Trade Hall 1964
- 2009: Live at Gerde's Folk City, February 1962
- 2010: Reverend Gary Davis

## Díjak
2009: Blues Hall of Fame.